# 企业应用集成
企业应用集成（Enterprise Application Integration，EAI）是完成在组织内、外的各种异构系统，应用和数据源之间共享和交换信息和协作的途径，方法学，标准和技术。企业应用集成所连接的应用包括各种电子商务系统，企业资源规划系统，客户关系管理系统，供应链管理系统，办公自动化系统，数据库系统，数据仓库等。EAI的原则是集成多个系统并保证各个系统互不干扰。
企业应用集成主要分为：用户界面集成，流程集成，应用集成，数据集成几个层面。
- 用户界面集成，用户交互的集成
- 流程集成，跨应用系统的业务流程的整合
- 应用集成，多应用系统间的交互
- 数据（信息）集成，保证多个系统中的信息保持一致

企业应用集成使用的主要技术包括J2EE连接器架构,Java消息服务，Web服务，XML，面向服务的架构等。
J2EE连接器架构，J2EE平台中用于连接传统系统的资源适配器规范。
- Java消息服务，Java中用于访问面向消息中间件的规范，用于在不同系统之间通过交换消息进行集成。
- Web服务
- XML，用于表示数据和信息的格式标准。
- 面向服务的架构

企业应用集成产品是指连接异构系统的中间件，产品在了解各种应用系统的数据模型和API的基础上，开发出各种应用系统的适配器，用于从应用系统提取和插入数据，并提供管道，总线或类似的手段将不同适配器连接起来。